# Рораима
Рораима (порт. Roraima) је једна од 26 бразилских држава, лоцирана на самом сјеверу земље. Рораима је најсјевернија и најрјеђе насељена држава у Бразилу. Унутар Бразила, граничи се са државама Пара и Амазонас, а изван са Венецуелом и Гвајаном.